# Bad Gleichenberg
Bad Gleichenberg é um município da Áustria, situado no distrito de Südoststeiermark, no estado da Estíria. Tem 38,77 km² de área e sua população em 2019 foi estimada em 5.303 habitantes.